# Kalanchoe bhidei
Kalanchoe bhidei är en fetbladsväxtart som beskrevs av Theodore Cooke. Kalanchoe bhidei ingår i släktet Kalanchoe och familjen fetbladsväxter. Inga underarter finns listade i Catalogue of Life.